# Звитяжець
«Звитяжець» (пол. Zwycięzca) — науково-фантастичний роман польського письменника Єжи Жулавського, уперше виданий у 1910 році видавництвом «Gebethner i Wolff» (Краків і Варшава). Роман є другою частиною «Місячної трилогії», і є безпосереднім продовженням роману «На срібній планеті»

## Сюжет роману
Потомки землян, які оселились на Місяці після перельоту та поневірянь, описаних у попередній частині трилогії, зазнають поступової фізичної дегенерації, й вони набувають рис карликовості та створюють на Місяці родо-племінне суспільство. Одночасно вони потрапили у підлеглість до Шернів — жорстоких іншопланетян, які поселились на Місяці перед їх прибуттям. У цій неволі надію потомкам землян давала віра у пришестя месії — відродженої Старої Людини, який звільнить їх від гноблення ворогів. Коли на Місяць прибуває земний космонавт Марек, який є представником цивілізації кінця ХХІХ — початку ХХХ століття, карликові потомки землян визнають його Месією-Переможцем. Марек, який проінформований щодо ситуації на супутнику Землі, вирішує допомогти місцевим жителям у боротьбі з ворогами, використовуючи новітні досягнення техніки. Одночасно він хоче реформувати місячне суспільство, ліквідовуючи залишки феодалізму та впроваджуючи засади демократичної організації суспільства. Йому вдається завдати поразки Шернам завдяки привезеній із Землі вогнепальній зброї, проте він не зміг остаточно їх знищити в недоступних горах. Невдачею закінчились також спроби Марека реформувати суспільство на Місяці. Не маючи можливості втримати здобутих прав для себе у місцевому суспільстві, та не маючи достатніх запасів зброї для перемоги над іншопланетянами, Марек стає безпорадним, остаточно втрачає довіру місячного суспільства, та гине.

## Український переклад
Українською мовою роман під назвою «Звитяжець» разом із іншими частинами «Місячної трилогії» перекладено 1927 року Леонідом та Валерією Пахаревськими.